# فایربرد
فایربرد (به انگلیسی: Firebird) یک سیستم مدیریت پاگاه داده رابطه‌ای متن‌باز است که بر روی سیستم‌عامل‌های مایکروسافت ویندوز، لینوکس و برخی از گونه‌های یونیکس اجرا می‌شود. این برنامه در سال ۲۰۰۰ از نسخه متن‌باز اینتربیس شرکت بورلند منشعب شد، اما کدهای برنامه فایربرد از نسخه ۱٫۵ به بعد به طرز قابل توجهی بازنویسی شده‌اند.